# Podział administracyjny Kościoła katolickiego w Finlandii
Podział administracyjny Kościoła katolickiego w Finlandii – w ramach Kościoła katolickiego w Finlandii odrębne struktury mają:
- Kościół katolicki obrządku łacińskiego (Kościół rzymskokatolicki)
- Katolickie Kościoły wschodnie:
  - Kościół katolicki obrządku bizantyjsko-ukraińskiego (Kościół greckokatolicki)

## Obrządek łaciński
Jednostki administracyjne Kościoła katolickiego obrządku łacińskiego w Finlandii:
- Podległe bezpośrednio do Stolicy Apostolskiej:
  - Diecezja helsińska

## Obrządek bizantyjsko-ukraiński
- Apostolski egzarchat Niemiec i Skandynawii